# 李清敬
李 清敬（リ・チョンギョン、리청경、1958年11月11日 - ）は、東京都江東区枝川出身で朝鮮籍のサッカー選手、サッカー指導者。

## 略歴
川崎で生まれ。、東京都江東区枝川で育つ。朝鮮大学校在学中の1980年に朝鮮民主主義人民共和国代表に選ばれ、同年に開催されたAFCアジアカップに出場した。1981年から在日朝鮮蹴球団で10年間プレーし、現役終盤にはコーチも兼任した。
引退後は東京学芸大学大学院にて瀧井敏郎のもとでコーチ学を学んだ後、東京朝鮮中高級学校(高級部)蹴球部監督、在日朝鮮蹴球団監督、FC KOREAの監督および理事長を歴任。
2002年には在日朝鮮人として初めてJFA公認S級コーチングライセンスを取得した。

## 選手経歴
- 東京朝鮮第二初中級学校  蹴球部
- 東京朝鮮中高級学校 高級部 蹴球部
- 朝鮮大学校 蹴球部
- 在日朝鮮蹴球団 1981-1990

## 指導経歴
- 東京朝鮮中高級学校 高級部 蹴球部監督 1994-1997
- 在日朝鮮蹴球団 監督 1998-1999
- FC KOREA 監督 2002-
- FC KOREA GM兼総監督 2005-
- 朝鮮大学校 蹴球部 総監督

## その他の役職経歴
- 在日本朝鮮人蹴球協会：理事長 2000-2004
- 在日本朝鮮人体育連合会：理事長
- FC KOREA：理事長兼総監督 2002-、